# Padár, Zala
Padár  este un sat în districtul Zalaegerszeg, județul Zala, Ungaria, având o populație de 117 locuitori (2011). 

## Demografie
Componența etnică a satului Padár
     Maghiari (95,83%)
     Romi (4,17%)
Componența confesională a satului Padár
     Romano-catolici (72,65%)
     Reformați (10,26%)
     Fără religie (2,56%)
     Necunoscută (14,53%)
Conform recensământului din 2011, satul Padár avea 117 locuitori. Din punct de vedere etnic, majoritatea locuitorilor (95,83%) erau maghiari, cu o minoritate de romi (4,17%).  Din punct de vedere confesional, majoritatea locuitorilor (72,65%) erau romano-catolici, existând și minorități de reformați (10,26%) și persoane fără religie (2,56%). Pentru 14,53% din locuitori nu este cunoscută apartenența confesională.